# Cristianos de las Letras Rojas
Cristianos de las Letras Rojas (en inglés: Red-Letter Christians) es una organización internacional evangélica que aboga por la justicia social. Su sede se encuentra en St-Davids en los suburbios de Filadelfia, en Pensilvania, Estados Unidos de América. "Letras rojas" se refiere a los versículos del Nuevo Testamento y partes de los versículos impresos en tinta roja, para indicar las palabras atribuidas a Jesús sin el uso de comillas.

## Historia
La organización fue fundada por el pastor bautista Tony Campolo y Shane Claiborne en 2007 con el objetivo de reunir a evangélicos que creen en la importancia de insistir en los temas de justicia social mencionados por Jesús (en rojo en algunas traducciones de la Biblia). Estos temas incluyen la lucha contra la pobreza, la defensa de la paz, la construcción de familias fuertes, el respeto de los derechos humanos y la acogida de los extranjeros. En 2019, abrió un capítulo en el Reino Unido. En 2020, la organización contaba con 120 organizaciones sociales e iglesias asociadas en Estados Unidos, Reino Unido y Chile.